# Dalmore
Dalmore (рус. Далмо) — марка односолодового шотландского виски, производимого на одноимённой винокурне, расположенной в городке Алнесс в 32 км к северу от г. Инвернесс в Шотландии.
Владельцем винокурни является компания Whyte & Mackay, которая в свою очередь принадлежит филиппинской Emperador Inc.

## История
Согласно легенде наследие Dalmore восходит к 1263 году. Именно в этом году Колин из Кинтейл, глава клана Маккензи, спас короля Александра III от ярости нападавшего оленя. В знак признания этого благородного поступка, король предоставил клану Маккензи право использовать эмблему королевского оленя, с 12-ю мощными ответвлениями на своем гербе.
Сама винокурня была основана в 1839 году предпринимателем Александром Мэтисоном. Через 28 лет он передал её наследникам клана Эндрю и Чарли Маккензи, которые привнесли с собой фамильный герб клана, который стал украшением продукции дистиллерии и используется на каждой бутылке. До 1917 года винокурня успешно работала, однако затем британская армия наладила рядом с ней производство глубоко-водных мин. В 1920 году дистиллерия была уничтожена взрывом и последующим пожаром в результате происшествия на складах с минами. Последующая судебная тяжба между Эндрю Маккензи и Королевским флотом длилась более полувека и даже достигла Палаты лордов. Винокурня оставалась в семейном владении до 1960 года, когда управление перешло к одному из основных клиентов Dalmore, Whyte & Mackay, где остается и поныне.

## Производство
Воду, используемую в производстве виски, берут из реки Алнесс, протекающей через одноимённый городок Алнесс, где и находится винокурня. Водный бассейн реки происходит из близлежащего озера Лох-Мори, расположенного глубоко в самом сердце Северного нагорья Шотландии.
Перегонные кубы в Dalmore отличаются от других производителей и представлены в двух размерах. Три – вместимостью 13 000 литров, ещё четыре – вдвое больше. Некоторые перегонные кубы, установленные на заводе, датируются 1874 годом. Необычна конструкция кубов. Четыре из них имеют плоские вершины, а не привычную "шею лебедя", что позволяет делать спирты более тяжелыми и характерными (что отсылает к старым традициям винокурен). Остальные четыре куба имеют уникальные водные внешние цилиндры вокруг "шеи", которые обеспечивают постоянное охлаждение меди и более тщательную очистку спиртов. Выдержка производится в бочках из американского белого дуба из под бурбона, а также из под хереса.

## Продукция

### Текущая продуктовая линейка[4]
- The Dalmore 12 лет

Первые 9 лет выдерживается в бочках из под бурбона. Затем одна половина остается в бурбонных бочках, а другая финиширует в бочках из под хереса.
- The Dalmore 15 лет

Первые 12 лет выдерживается в бочках из под бурбона. Финиширует в трех различных хересных бочках – Amoroso, Apostoles and Matusalem олоросо.
- The Dalmore Cigar Malt

Основное вызревание происходит в бочках из под бурбона и хереса. Финиш в винных бочках из под каберне-совиньон.
- The Dalmore Wood Port Reserve

Основное вызревание происходит в бочках из под бурбона. Финиш в бочках их под старого портвейна.
- The Dalmore 18 лет

Первые 14 лет выдерживается в бочках из под бурбона. Финиширует в специально отобранных хересных бочках Matusalem олоросо.
- The Dalmore King Alexander III

Выдержка производится в разных бочках: бурбон, херес олоросо, мадейра, марсала, портвейн и каберне-совиньон.
- The Dalmore 25 лет

Первоначальная выдержка происходит в бочках из под бурбона, затем в специально отобранных бочках граппы. Финиширует в бочках из под старого портвейна.
- The Dalmore Valour – Travel Retail Exclusive

Основное вызревание происходит в бочках из под бурбона. Финиш в бочках их под старого портвейна.
- The Dalmore Constellation Collection

Соединение винтажных различных релизов начиная с 1964 и по 1992.